# Barn Bluff
Barn Bluff – góra położona na Tasmanii, o wysokości 1 559 m n.p.m., stanowi charakterystyczny element Parku Narodowego Cradle Mountain-Lake St Clair. Czwarta pod względem wysokości góra na Tasmanii.